# Charles Duverger
Marie Michel Charles Renard-Duverger (* 6. September 1895 in Loches; † 2. März 1966 in Alicante) war ein französischer Autorennfahrer.

## Karriere als Rennfahrer
Charles Duverger war 1926 Teamkollege von Louis Abit im Werks-Ravel 9CV beim 24-Stunden-Rennen von Le Mans. Da das Duo die vorgeschriebene Mindestdistanz für das erste Rennviertel nicht erreichte, wurde das Fahrzeug noch während des Rennens disqualifiziert.

## Statistik

### Le-Mans-Ergebnisse
| Jahr | Team                       | Fahrzeug  | Teamkollege | Platzierung     | Ausfallgrund |
| ---- | -------------------------- | --------- | ----------- | --------------- | ------------ |
| 1926 | Automobiles Louis Ravel SA | Ravel 9CV | Louis Abit  | Disqualifiziert |              |